# Sanestebania rotundiceps
Sanestebania rotundiceps är en insektsart som beskrevs av Rauno E. Linnavuori och Delong 1978. Sanestebania rotundiceps ingår i släktet Sanestebania och familjen dvärgstritar. Inga underarter finns listade i Catalogue of Life.